# 小行星3328
小行星3328（英語：3328 Interposita）是一颗围绕太阳公转的小行星。1985年8月21日，T. Schildknecht在齐美尔瓦尔德发现了此天体。
这颗小行星的绝对星等为276.43957367347等。